# Liste der Biografien/Merm
Liste der Biografien |
Portal Biografien |
Personensuche
# |
A |
B |
C |
D |
E |
F |
G |
H |
I |
J |
K |
L |
M |
N |
O |
P |
Q |
R |
S |
T |
U |
V |
W |
X |
Y |
Z |
?
 
Ma |
Mb |
Mc |
Md |
Me |
Mf |
Mg |
Mh |
Mi |
Mj |
Mk |
Ml |
Mm |
Mn |
Mo |
Mp |
Mq |
Mr |
Ms |
Mt |
Mu |
Mv |
Mw |
Mx |
My |
Mz
 
Mea–Mee |
Mef |
Meg |
Meh |
Mei |
Mej |
Mek |
Mel |
Mem |
Men |
Meo |
Mep |
Mer |
Mes |
Met |
Meu |
Mev |
Mew |
Mex |
Mey |
Mez
 
Mera |
Merb |
Merc |
Merd |
Mere |
Merf |
Merg |
Merh |
Meri |
Merj |
Merk |
Merl |
Merm |
Mern |
Mero |
Merr |
Mers |
Mert |
Meru |
Merv |
Merw |
Merx |
Mery |
Merz
Die Liste der Biografien führt alle Personen auf, die in der deutschsprachigen Wikipedia einen Artikel haben. Dieses ist eine Teilliste mit 25 Einträgen von Personen, deren Namen mit den Buchstaben „Merm“ beginnt.

## Merm

### Merma
- Mermagen, Julius (1874–1954), deutscher Maler
- Mermaid, Hannah (* 1974), australische Schauspielerin, Tänzerin und Model
- Merman, Ethel (1908–1984), US-amerikanische Schauspielerin und SängerinEthel Merman (1908–1984)

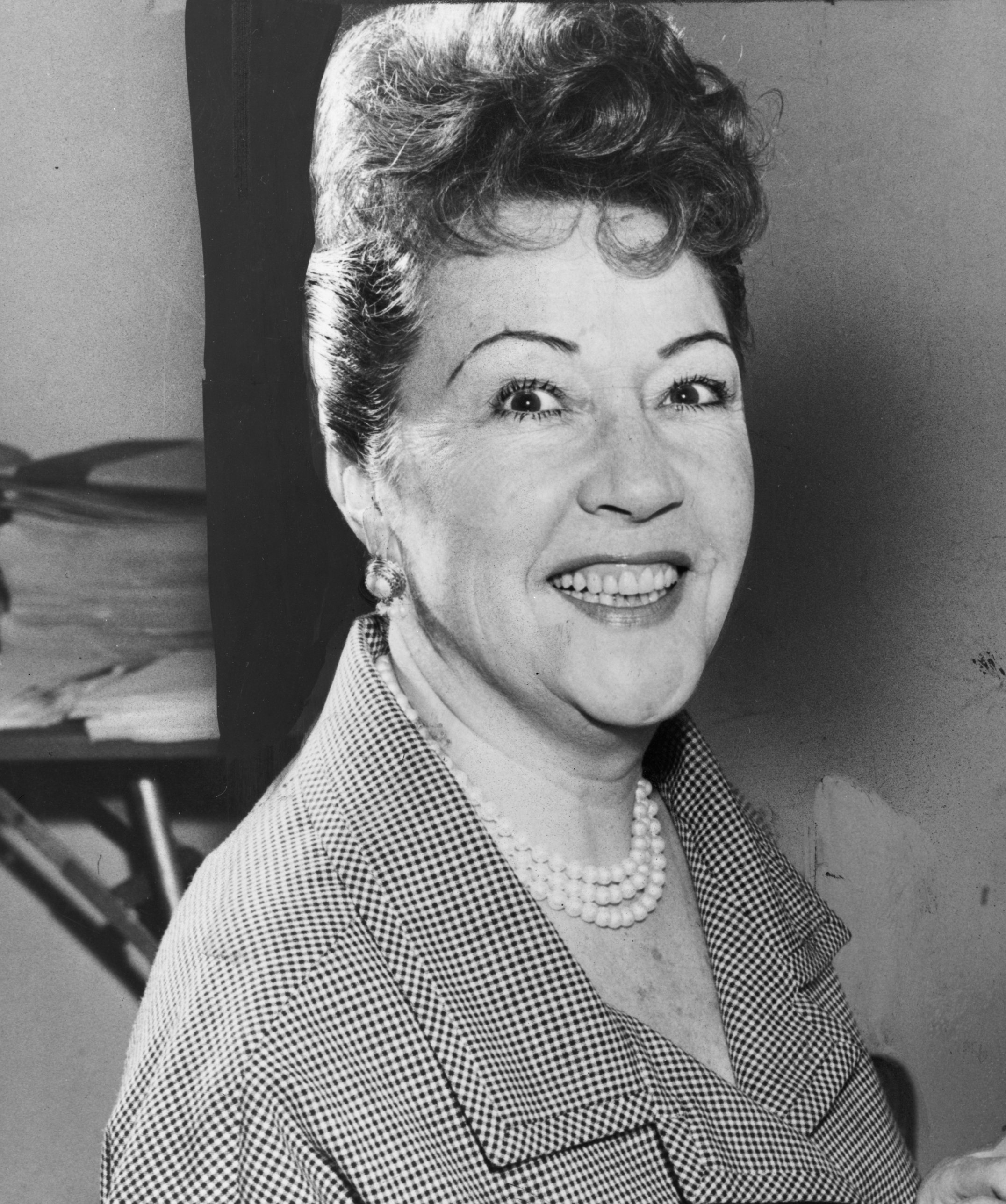
Ethel Merman (1908–1984)

- Mermann, Thomas (1547–1612), deutscher Arzt und Politiker
- Mermannus, Arnoldus († 1578), flämischer Minorit, Theologie und Hochschullehrer
- Mermaz, Louis (1931–2024), französischer Politiker (PS), Präsident der Nationalversammlung

### Merme
- Mermelstein, Aaron (* 1987), US-amerikanischer Pokerspieler
- Mermelstein, Max (1942–2008), US-amerikanischer Drogenschmuggler und FBI-Informant
- Mermer, Hasan (* 1994), türkischer Volleyball- und Beachvolleyballspieler
- Mermer, Nurten (* 1995), türkische Diskuswerferin
- Mermer, Verena (* 1984), österreichische Schriftstellerin
- Mermer, Yağmur Özbasmacı (* 1992), türkische Schauspielerin
- Mermet, Jean (* 1932), französischer Skilangläufer

### Mermi
- Mermier, Pierre-Marie (1790–1862), französischer Priester, Gründer der Missionare des heiligen Franz von Sales
- Mermillod Blondin, Thomas (* 1984), französischer Skirennläufer
- Mermillod, Gaspard (1824–1892), Bischof von Lausanne und Genf und Kardinal der Römischen Kirche
- Mermillod, Louis (* 1894), Schweizer Radrennfahrer
- Mermin, N. David (* 1935), US-amerikanischer Physiker

### Mermo
- Mermod, Jean, Schweizer Badmintonspieler
- Mermoud, Schweizer Basketballspielerin
- Mermoud, Fernand (1913–1940), französischer Skilangläufer
- Mermoud, Jean-Claude (1952–2011), Schweizer Politiker (SVP)
- Mermoud, Robert (1912–2005), schweizerischer Musiker und Komponist
- Mermoz, Alex (* 2003), kamerunischer Fußballspieler
- Mermoz, Jean (1901–1936), französischer Pilot und Flugpionier